# Paulding (Mississippi)
Pour les articles homonymes, voir Paulding.
La ville de Paulding est le siège du comté de Jasper, situé dans l'État du Mississippi, aux États-Unis.

## Source
- (en) Cet article est partiellement ou en totalité issu de l’article de Wikipédia en anglais intitulé « Paulding, Mississippi » (voir la liste des auteurs).